# Йозеф фон Тун-Хоенщайн
 Йозеф фон Тун-Хоенщайн/ Ян (Йохан) Йозеф Франц (Франтишек) Антон Кайетан Мария фон Тун и Хоенщайн (на немски: Jan/ Johann Joseph Franz Anton Cajetan Maria Graf von Thun und Hohenstein/Jan Josef František Antonín Graf von Thun-Hohenstein; * 2 юли 1711, Прага; † 21 май 1788, Прага) е граф на Тун и Хоенщайн в Тирол.

## Произход
Той е син на граф Йохан Франц Йозеф фон Тун-Хоенщайн (1686 – 1720) и графиня Мария Филипина Йозефа фон Харах цу Рорау и Танхаузен (1693 – 1763), дъщеря на граф Алойз Томас Раймунд фон Харах (1669 – 1742) и първата му съпруга графиня Мария Барбара фон Щернберг († 1694/95). Сестра му Мария Йозефа Клара фон Тун-Хоенщайн (1714 – 1740) е омъжена на 4 декември 1734 г. за граф Хайнрих Паул Франц II фон Мансфелд-Фордерорт, княз Фонди (1712 – 1780).

## Фамилия
Йозеф фон Тун-Хоенщайн се жени четири пъти и има от трите брака общо 24 деца.
Първи брак: на 22 ноември 1733 г. във Виена с графиня Мария Кристина фон Хоенцолерн-Хехинген (* 25 март 1715, Байройт; † 6 август 1749, Шушитц, на 34 години), дъщеря на граф Херман Фридрих фон Хоенцолерн-Хехинген (1665 – 1733) и графиня Мария Йозефа Терезия фон Йотинген-Шпилберг (1694 – 1738). Те имат дванадесет деца:
- Франц Йозеф (* 14 септември 1734, Тетшен; † 22 август 1801, Виена), женен на 30 юли 1761 г. във Виена за графиня Мария Вилхелмина Анна Йозефа Улфелдт (* 12 юни 1744, Виена; † 18 май 1800, Виена); имат 6 деца
- Прокоп Йозеф фон Тун-Хоенщайн (* 14 ноември 1735; † 30 януари 1798)
- Венцел Йозеф (* 6 февруари 1737, Прага; † 15 декември 1796, Прага), женен на 22 ноември 1768 г. в Тетшен за графиня Мария Анна фон Коловрат-Либщайнски (* 22 януари 1750, Прага; † 24 август 1828, Лаер, Вестфален); имат 3 деца
- Мария Кристина Йозефа фон Тун-Хоенщайн (* 25 април 1738, Прага; † 4 март 1788, Виена), омъжена на 30 януари 1764 г. във Виена за княз Карл фон Дитрихщайн (* 27 юни 1728, Микулов; † 25 май 1808, Виена)
- Зигизмунд Якоб фон Тун-Хоенщайн (* 3 декември 1739; † 15 март 1779)
- Норберт фон Тун-Хоенщайн (* 5 декември 1740; † 11 януари 1741)
- Ян Непомук Йозеф фон Тун-Хоенщайн (* 29 юли 1742, Прага; † 19 ноември 1813, Прага), женен на 15 октомври 1781 г. в Линц ан дер Донау за графиня Мария Терезия Каролина фон Атемс (* 17 януари 1759, Грац; † 27 юни 1840, Прага); имат дъщеря и син
- Мария Валбурга Йозефа фон Тун-Хоенщайн (* 1 септември 1743; † 18 февруари 1795), омъжена на 18 февруари 1762 г. за граф Леополд Каспар фон Клари и Алдринген (* 2 януари 1736, Прага; † 23 ноември 1800, Виена)
- Мария Терезия фон Тун-Хоенщайн (* 7 септември 1744; † 16 юни 1769)
- Мария Йозефа фон Тун-Хоенщайн (* 30 януари 1746), омъжена на 7 август 1771 г. в Децин, Бохемия, за граф Ян Адалберт Кцернин фон Худенитц (* 19 април 1746; † 2 юни 1816)
- Ромедиус фон Тун-Хоенщайн (* 12 март 1747; † 11 септември 1748)
- Леополд Леонхард (* 17 април 1748; † 22 октомври 1846), 73. епископ на Пасау (1796 – 1826)

Втори брак: на 29 юли 1751 г. в Шваден с графиня Мария Елизабет Колонитц фон Колеград (* 22 май 1732, Виена; † 18 декември 1754, Прага, на 22 години), дъщеря на граф Ласзло Колонитц фон Колеград (1705 – 1780) и графиня Мария Елеонора Колонитц фон Колеград (1711 – 1759). Те имат три деца:
- Ладислаус Йозеф фон Тун-Хоенщайн (* 23 юни 1752; † 24 април 1788)
- Елеонора Йозефа фон Тун-Хоенщайн (* октомври 1753)
- Антон Йозеф (* 16 декември 1754, Прага; † 2 април 1840, Побозовице/Роншперг), женен на 8 февруари 1789 в Прага за графиня Мария Терезия Вратицлавова з Митровиц (* 9 ̀март 1766; † 21 януари 1851, Прага); имат 6 деца

Трети брак: на 11 януари 1756 г. в Прага с графиня Мария Анна фон Вилденщайн-Вилдбах (* 16 септември 1734, Грац; † 18 май 1766, Прага, на 31 години). Те имат девет деца:
- Карл фон Тун-Хоенщайн (* 1 септември 1757; † 11 юни 1758)
- Ернст фон Тун-Хоенщайн (* 6 април 1758; † 11 февруари 1759)
- Ернестина фон Тун-Хоенщайн (* 3 декември 1759; † 21 юли 1767)
- Хенриета фон Тун-Хоенщайн (* 20 май 1761; † 24 февруари 1765)
- Ойген фон Тун-Хоенщайн (* 2 септември 1762; † 18 май 1763)
- Емануел Кайетан фон Тун-Хоенщайн (* 20 ноември 1763)
- Тереза фон Тун-Хоенщайн (* 25 януари 1765)
- Вилибалд Кайетан Йозеф фон Тун-Хоенщайн (* 25 януари 1765)
- Агнес Гонзага фон Тун-Хоенщайн (* 17 май 1766; † февруари 1786)

Четвърти брак: на 18 февруари 1767 г. в Прага с Елизабет Хенигер фон Зееберг (* 2 декември 1729; † 14 март 1800, Прага, на 70 години). Бракът е бездетен.